# Mercedes-Benz VISION EQXX
Mercedes-Benz Vision EQXX — электромобиль, концепт-кар построенный подразделением Mercedes-EQ в 2021 году. По заявлению производителя автомобиль может заряжаться от солнечных лучей. Был представлен на франкфуртском международном автомобильном салоне.

## Рекорд

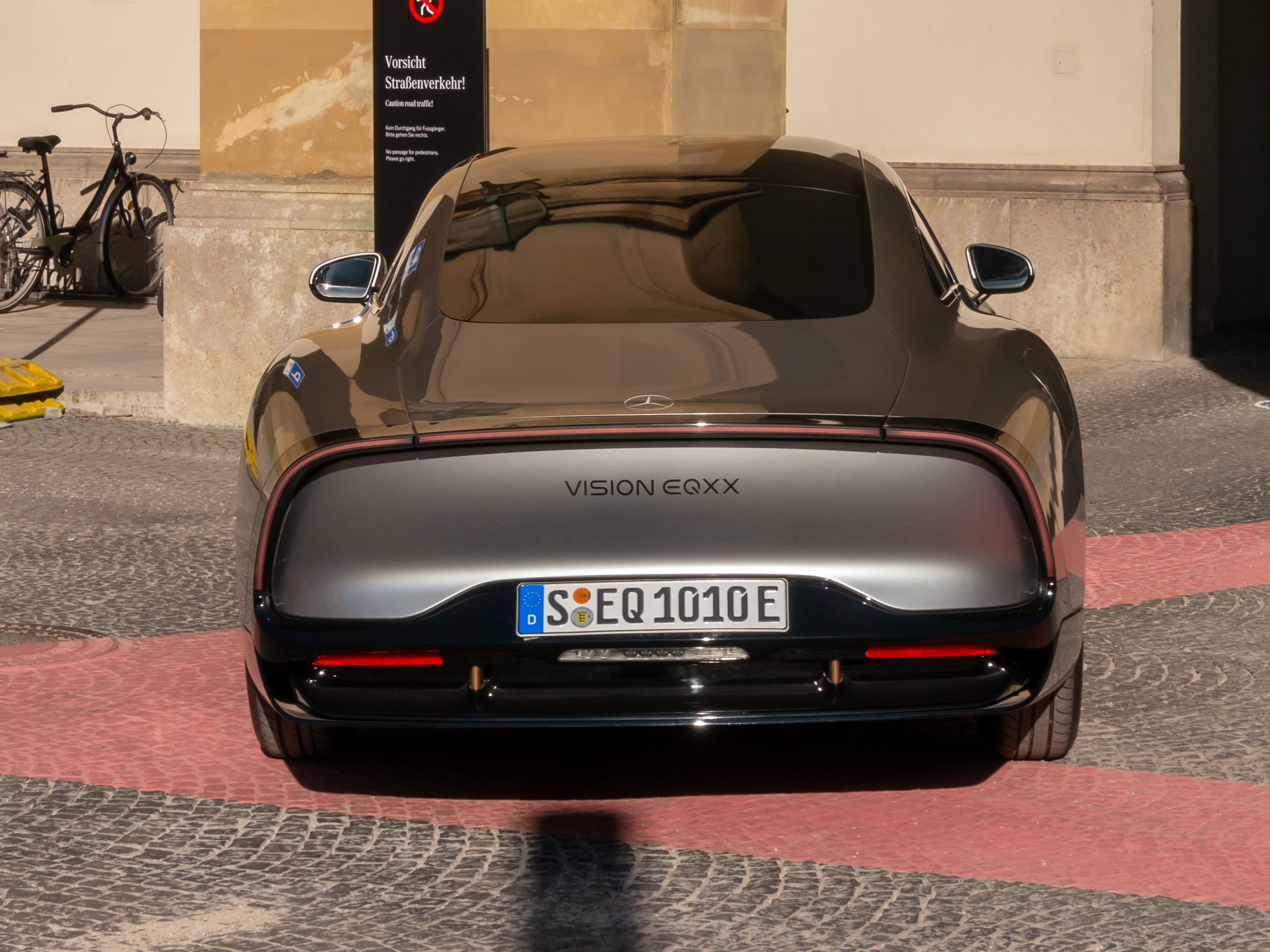

Mercedes-Benz Vision EQXX поставил рекорд среди электромобилей по пройденному расстоянию на одной подзарядке. Летом 2022 года Vision EQXX на тестировании в Германии проехал 1202 км или 747 миль на одной подзарядке, что является абсолютным рекордом по пройденному километражу на одной подзарядке среди электромобилей.